# 공휴일 변호인접견 불허 사건
공휴일 변호인접견 불허 사건은 대한민국의 헌법재판소 판례이다. 

## 사실관계
청구인은 사기 등의 죄로 구속영장이 발부되고 서울구치소에 수감되었다. 청구인의 국선변호인은 서울구치소에 청구인에 대한 접견을 신청하였으나, 접견을 희망하는 6.6.이 현충일이라는 이유로 불허되었다. 청구인은 국선변호인을 접견하였고 다시 변론이 종결되어 징역과 집행유예가 선고되었다. 청구인은 서울구치소장을 상대로, 청구인과 국선변호인 간의 접견을 불허한 처분이 청구인의 변호인의 조력을 받을 권리를 침해하였다면 이 사건 헌법소원재판을 청구하였다.

## 결론
기각한다. 

## 이유

### 적법여부

##### 법적 관련성
직접적인 상대방은 청구인이 아니라 그 국선변호인이지만 법적 관련성이 있다. 

##### 보충성
보충성의 원칙의 예외를 인정한다.

##### 권리보호이익
주관적 권리보호이익은 없게 되나 이에 대한 헌법적 해명은 헌법질서의 수호 유지를 위해 중대한 의미를 가지므로 판단할 필요가 있다. 

### 변호인의 조력을 받을 권리의 침해 여부

##### 변호인과의 접견교통권 제한
위 결정에서 어떠한 명분으로도 제한할 수 없다고 한 것은 구속된 자의 변호인 간의 접견이 실제로 이루어지는 경우에 있어서의 '자유로운 접견' 즉 대화내용에 대하여 비밀이 완전히 보장되고 어떠한 제한, 영향, 압력 또는 부당한 간섭 없이 자유롭게 대화할 수 있는 접견'을 제한할 수 없다는 것이지, 변호인과 접견 자체에 대하 아무런 제한도 가할 수 없다는 것을 의미하는 것이 아니다. 변호인의 조력을 받을 권리는 법률로 제한이 가능하다. 

##### 이 사건 접견불허 처분의 근거
이 사건은 형의 집행 및 수용자의 처우에 관한 법률 시행령에 따르고 이는 수용자처우법 제41조 제4항에 근거한 것이다. 

##### 이 사건 접견불허 처분의 기본권 침해
변호인의 조력을 받을 권리가 침해되었다고 하기 위해서는 접견이 불허된 특정한 시점을 전후한 수사 또는 재판의 진행 경과에 비추어 보아, 그 시점에 접견이 불허됨으로써 피의자 또는 피고인의 방어권 행사에 어느 정도는 불이익이 초래되었다고 인정할 수 있어야만 한다. 

## 참고 문헌
- 헌법재판소 판례 2011.5.26. 2009헌마341 [기각]
- 정회철, 중요판례 200, 여산 2012.